# Rysslands armé
Rysslands armé (ryska: Сухопутные войска Российской Федерации, Suchoputnyje vojska Rossijskoj Federatsii) är Ryska federationens marktrupper.

## Organisation

### Truppslag
- Motorskyttetrupperna
- Stridsvagnstrupperna
- Rakettrupperna och artilleriet
- Marktruppernas luftförsvar
- Specialtruppslag
  - Ingenjörstrupperna
  - CBRN-skyddstrupperna
  - Signaltrupperna
  - Trupperna för radioelektronisk krigföring
  - Järnvägstrupperna
  - Motortransporttrupperna
  - Vägbyggnadstrupperna
  - Pipelinetrupperna
- Särskilda förband
  - Underhållsförband
  - Sjukvårdsförband
  - Topografiska förband
  - Materieltekniska förband
  - Underrättelseförband

## Värnplikt
Ryssland har allmän värnplikt för män, och grundutbildningens längd är 12 månader, men har tidigare varit längre. Värnpliktstjänstgöringen har tidigare varit ökänd som ett resultat av omfattande och systematiska trakasserier av de värnpliktiga. Även om pågående reformer av den ryska försvarsmakten syftat till att få bukt med sådana problem, anses de fortfarande vara utbredda.  Ryssland har genomfört en partiell övergång till yrkesförsvar, och enligt offentliga källor är ungefär hälften av den aktivt tjänstgörande personalen inom olika tjänstegrenar värnpliktstjänstgörande.

## Galleri

Arméns flagga
Arméns stora emblem
Arméns medelstora emblem
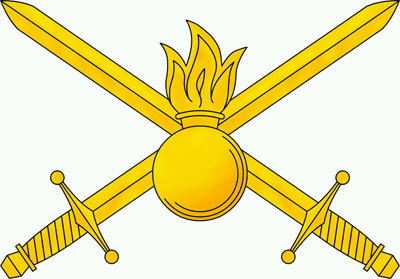
Arméns lilla emblem
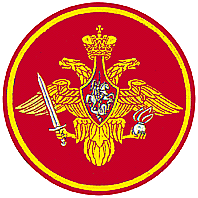
Arméns tröjemblem

## Utrustning

### Pansar

#### Stridsvagnar
- T-90 (~450)
- T-80 (~4500) placerade i reserv pga höga driftkostnader
- T-72 (~9000) över 7000 är i förråd

#### Pansarfordon
- BTR-90 (~100)
- BTR-80 (~3500)
- BTR-70 (~1600)

#### Pansarbandvagnar
- BMP-3 (550)
- BMP-2 (~9000) över 7000 är i förråd
- BMP-1 (~10000) Mestadels i förråd

### Artilleri

#### Draget artilleri
- 2A18 D-30 122mm haubits (~1800)
- 2A36 Giatsint-B 152mm haubits (~1200)
- 2A65 Msta-B 152mm haubits (~1000)
- M-46 130mm fältartilleri (55)
- Nona-K 120mm haubits (18)
- MT-12 Rapira 100mm pansarvärnskanon (~500)

#### Bandhaubits
- 2S1 Gvozdika 120mm bandkanon (~2000)
- 2S3 Akatsiya 152mm bandkanon (~2500)
- 2S4 Tyulpan 240mm bandkanon (~150)
- 2S5 Giatsint-S 152mm bandkanon (740)
- 2S7 Pion 203mm bandkanon (12)
- 2S19 Msta-S 152mm bandkanon (~500)